# Richard Dyer
Richard Dyer, né le 1er juin 1945 à Leeds, est un historien et théoricien du cinéma britannique.
Avec Jeffrey Weeks, il est considéré comme l'un des chercheurs pionniers sur l'histoire de l'homosexualité et de ses représentations.
Ses travaux sont consacrés à l'histoire et à la représentation des minorités raciales, sexuelles ou de genre au cinéma. Il enseigne au département d'études cinématographiques du King's College de Londres.
Dyer est l'un des membres fondateurs du Gay Liberation Front anglais et un contributeur récurrent de la revue homosexuelle marxiste Gay Left. En 1977, il crée le premier évènement anglais consacré au cinéma gay et lesbien au National Film Theatre, aujourd'hui connue sous le nom de British Film Institute.
En 1995, il apparait dans le documentaire The Celluloid Closet sur la représentation des gays et des lesbiennes dans l'histoire du cinéma américain.

## La star comme signe
Richard Dyer est renommé dans le domaine des études culturelles pour ses travaux sur les stars de cinéma. Dans la lignée d'Edgar Morin en France dans les années 1950, Dyer publie son ouvrage Stars en 1979, inaugurant ainsi le champ des star studies, ou l'étude de la star comme signe. En analysant l'ensemble des images et des discours produits sur les stars - publicités, interviews, courriers de fans - Dyer propose une méthode d'analyse fondatrice définissant la star comme une image composite et polysémique. L'approche du phénomène des stars par Dyer est une approche marxiste,: d'après lui, la star hollywoodienne est l'expression de l'idéologie dominante et de ses valeurs.
Dyer s'est intéressé à l'image de stars telles que Jane Fonda, Marilyn Monroe ou Judy Garland.

## Publications

### Traductions françaises
- Richard Dyer (traduction de Noël Burch et Sylvestre Meininger), Le star-system hollywoodien, suivi de Marilyn Monroe et la sexualité, L'Harmattan, 2004.
- Richard Dyer (traduction de Noël Burch), « Homosexualité et film noir », dans Noël Burch (ed.), Revoir Hollywood : la nouvelle critique anglo-américaine, L'Harmattan, 2007, p. 200-219.
- Richard Dyer (traduction de Marco Dell’Omodarme, Franck Freitas et Nelly Quemener), La Lumière du Monde: photographie, cinéma et blanchité, dans Techno-racismes : de la (re)production technique de la « race », Revue Poli - Politique de l'Image, juin 2015.
- Richard Dyer (traduction de Fred Pailler), « Le porno, un genre filmique corporel et narratif », dans Florian Vörös (dir.), Cultures pornographiques. Anthologie des porn studies, éditions Amsterdam, 2015, p. 45-60.
- Richard Dyer (trad. Geneviève Sellier), « « Ne regardez pas maintenant ! ». Richard Dyer analyse les instabilités sémantiques des photos de pin-up masculins », Genre en séries, no 4,‎ 2016 (DOI 10.4000/ges.2629 ).
- Richard Dyer, « Judy Garland et les hommes gays », Genre en séries, no 8,‎ 2018 (DOI 10.4000/ges.568 ).
- Richard Dyer (traduction de Jules Sandeau), « Blanc », Miranda, n°24, 2022.
- Richard Dyer (traduction de Jules Sandeau), « Lillian Gish : une star blanche », Miranda, n°24, 2022.
- Richard Dyer (traduction de Jules Sandeau), « Lumière sur la blanchité du Sud dans Naissance d’une nation », Miranda, n°24, 2022.
- Richard Dyer (traduction de Jules Sandeau), Blanc, Mimésis éditions, 2023.

### En langue anglaise
- (en) Richard Dyer et Paul McDonald, Stars, Londres, British Film Institute, 1998, 2e éd. (1re éd. 1979), 217 p. (ISBN 978-0-85170-643-6)
- (en) Richard Dyer, Heavenly bodies : film stars and society, New York, St. Martin's Press, 1986, 208 p. (ISBN 978-0-333-29541-0)
- (en) Richard Dyer, Now you see it : studies on lesbian and gay film, London New York, Routledge, 1990, 328 p. (ISBN 978-0-415-03556-9)
- (en) Richard Dyer, Only entertainment, New York, Routledge, 2002, 2e éd. (1re éd. 1992), 187 p. (ISBN 978-0-415-25497-7, lire en ligne)
- (en) Richard Dyer, Brief encounter, Londres, British Film Institute, 1993 (ISBN 978-0-85170-362-6)
- (en) Richard Dyer, The matter of images : essays on representations, London New York, Routledge, 1993, 172 p. (ISBN 978-0-415-05719-6)
- (en) Richard Dyer, White, London New York, Routledge, 1997 (ISBN 978-0-415-09537-2)
- (en) Richard Dyer, Seven, Londres, British Film Institute, 1999, 88 p. (ISBN 978-0-85170-723-5)
- (en) Richard Dyer, The culture of queers, London New York, Routledge, 2002, 256 p. (ISBN 978-0-203-99639-3)
- (en) Richard Dyer, Pastiche, New York, Routledge, 2006, 222 p. (ISBN 978-0-415-34010-6)
- (en) Richard Dyer, Nino Rota : music, film, and feeling, New York, Palgrave Macmillan on behalf of the British Film Institute, 2010, 226 p. (ISBN 978-1-84457-209-0)
- (en) Richard Dyer, In the space of a song : the uses of song in film, Abingdon, Oxon New York, Routledge, 2012, 202 p. (ISBN 978-0-203-80462-9)